# 中野市立日野小学校
中野市立日野小学校（なかのしりつひのしょうがっこう）は、長野県中野市にある公立小学校である。

## 概要
日野小学校は中野市の新野にある学校である。2019年度現在は70人の生徒が在籍、職員数は15人の学校。

## 学校目標
まなびあい        ひびきあい           きたえあい。

## 校歌
作詞　勝承夫、作曲 清水脩 。

## 校章
天に向かって真っ直に伸びる杉、その姿の美しさ、たくましい成長力を表す 。

## 沿革
- 1954年 - 中野市立日野小学校[5]。